# Saint-Jean-de-Luz Challenger 2003
Il Saint-Jean-de-Luz Challenger 2003 è stato un torneo di tennis facente parte della categoria ATP Challenger Series nell'ambito dell'ATP Challenger Series 2003. Il torneo si è giocato a Saint-Jean-de-Luz in Francia dal 15 al 21 settembre 2003 su campi in cemento indoor.

## Vincitori

### Singolare
Irakli Labadze ha battuto in finale  Fabrice Santoro con il punteggio di 1–6, 7–6(4), 6–4

### Doppio
Julien Benneteau /  Nicolas Mahut hanno battuto in finale  Johan Landsberg /  Myles Wakefield con il punteggio di 6–4, 6–1